# Lega dei Comunisti del Kosovo
La Lega dei Comunisti del Kosovo (in serbo-croato Савез комуниста Косова, SKK; in albanese Lidhja Komuniste e Kosovës) è stata la sezione kosovara della Lega dei Comunisti di Serbia, l'unico partito legale della Repubblica Socialista di Serbia dal 1945 al 1990. 

## Storia
A differenza delle varie sezioni in tutta la Jugoslavia che componevano la Lega dei Comunisti di Jugoslavia, il Partito Comunista del Kosovo fu fondato dopo la formazione del nuovo stato nel 1945. Al nuovo partito fu affidato il compito di gestire determinati affari locali. Nel 1952, il partito fu ribattezzato in Lega dei Comunisti del Kosovo. 
Sin dalla sua istituzione, il Kosovo non aveva una vera e propria autonomia. Con varie revisioni della costituzione federale e serba, alla SKK fu concesso sempre più potere fino a quando, nel 1974, fu ratificata una nuova costituzione che diede un'autonomia maggiore alle province serbe. 
All'inizio degli anni novanta, le crescenti tensioni etniche tra le repubbliche della Jugoslavia portarono alla scissione del partito federale: i comunisti kosovari volevano elevare il Kosovo a settima repubblica socialista della Jugoslavia, con lo stesso status di Croazia, Montenegro, Bosnia, Macedonia, Slovenia e Serbia. 
Il 12 ottobre 1990, la Lega dei Comunisti del Kosovo cessò di esistere a seguito degli emendamenti alla costituzione jugoslava di Slobodan Milošević che riportarono il Kosovo al suo status pre-1974.

## Capi del Partito
- Segretari del Comitato provinciale del PC del Kosovo e del SKK
  - Miladin Popović (settembre 1944-marzo 1945)
  - Đorđije Pajković (marzo 1945-febbraio 1956)
  - Dušan Mugoša     (febbraio 1956-1965)
  - Velli Deva       (1965-28 giugno 1971)
  - Mahmut Bakalli   (28 giugno 1971-6 maggio 1981)
  - Velli Deva       (6 maggio 1981-giugno 1982)
- Presidenti della Presidenza del Comitato provinciale del SKK
  - Sinan Hasani (giugno 1982-maggio 1983)
  - Ilaz Kurteshi (maggio 1983-marzo 1984)
  - Svetislav Dolašević (marzo 1984-maggio 1985)
  - Kolë Shiroka (maggio 1985-maggio 1986)
  - Azem Vllasi (maggio 1986-maggio 1988)
  - Kaqusha Jashari (maggio 1988-17 novembre 1988)
  - Remzi Kolgeci   (17 novembre 1988-27 gennaio 1989)
  - Rrahman Morina  (27 gennaio 1989-12 ottobre 1990)